# Палаццо Порто на площади Кастелло
Палаццо Порто на площади Кастелло (итал. Palazzo Porto in piazza Castello) — здание городского дворца (итал. palazzo — дворец) эпохи Возрождения, расположенное в Виченце (область Венето) на Пьяцца Кастелло, также известное как Порто Бреганце (Porto Breganze). Это один из двух дворцов, спроектированный выдающимся венецианским архитектором Андреа Палладио для семьи Порто и оставшийся незавершённым. Другой дворец под схожими названиями — Палаццо Порто, Изеппо да Порто, или «Палаццо Барбаран да Порто» (Palazzo Barbaran да Porto) — также находится в Виченце. В 1994 году оба дворца были включены в список Всемирного наследия ЮНЕСКО вместе с другими палладианскими постройками в регионе Венето.

## История
Причина незавершения строительства неизвестна. Слева от палаццо хорошо виден старый дом XV века семьи Порто, который должен был постепенно разбираться по мере строительства нового здания. Датировка также в точности не определена, но скорее всего после 1570 года, поскольку здание не было включено в трактат Палладио «Четыре книги об архитектуре» (опубликованный в Венеции в том же году), а также потому, что Алессандро Порто унаследовал семейную собственность на площади Пьяцца Кастелло после смерти своего отца Бенедетто, в ходе раздела семейного имущества с братьями Орацио и Помпео, который произошёл в 1571 году.
Франческо Тьене, владелец одноимённого палладианского дворца на другом конце площади, Палаццо Тьене, женился на Изабелле Порто, сестре Алессандро. Возможно, что, как и в случае с вторым Палаццо Порто, которое его зятья Адриано и Маркантонио Тьене начали возводить в 1542 году всего в двух шагах, это было соревнование между двумя семьями, что объясняет предполагаемый внушительный размер Палаццо Порто. Расположение здания на городской площади также требовало подчёркнутой монументальности, способной доминировать над большим открытым пространством. То, что удалось построить, было завершено после смерти Палладио его учеником Винченцо Скамоцци. С октября 2009 года до первых месяцев 2011 года здание претерпело капитальную реставрацию.

## Архитектура
По всей вероятности, дворец должен был развернуться на семь пролетов и иметь внутренний двор, заканчивающийся экседрой, о чём свидетельствуют остатки недостроенных стен. Причина приостановки строительства не ясна. Существующее здание Винченцо Скамоцци довёл до частичного завершения в 1615 году. Интерьеры со временем претерпели значительные изменения.
Построены были только два пролёта фасада. Большой ордер полуколонн с пышными композитными капителями, поднятых на высокие цоколи, объединяет окна первого и второго этажей. Цоколи, в свою очередь, имеют постаменты; и те, и другие выше человеческого роста. Проёмы увенчаны чередующимися треугольными и лучковыми фронтонами по правильной схеме семи запланированных пролетов; над окнами второго этажа имеется фриз с гирляндами. Однако он расположен в нарушение правил, ниже раскрепованного антаблемента.
Чертежи здания опубликовал в 1776 году Оттавио Бертотти-Скамоцци, который назвал его «Casa Porto» и проследил размеры фундамента для внутреннего двора с выходом наружу, часть которого была построена. Бертотти-Скамоцци приписал всё строительство В. Скамоцци.
Историк искусства и художественный критик Д. Е. Аркин в очерке «Палладио в Виченце» дал характерное описание этого удивительного памятника:

 Среди бесчисленных палаццо, носящих звучные имена венецианских и вичентинских патрициев XVI века, Виченца хранит примечательное здание — кусок всё той же Палладиевой архитектуры. Именно кусок, ибо перед нами фрагмент дома, незавершённая композиция, которая кажется сперва руиной какого-то большого сооружения или же каким-то архитектурным гротеском, причудой строителя и заказчика. Этот любопытный архитектурный феномен — палаццо Порто, иначе — палаццо дель Семинарио, ещё иначе — Каза дель Диаболо… Среди рядовых старых построек возвышается странный дом о четырёх окнах — узкий высокий фасад, врывающийся в ансамбль площади, как нарядно одетый аристократ в толпу простолюдинов. Два этажа, и всего по два окна в каждом этаже, — таков этот осколок здания, этот архитектурный эскиз, выполненный в камне: редчайший случай, когда архитектор оставил черновики своего творчества не на бумаге, а в натуре. И весь Палладио раскрывается в этом удивительном наброске… Можно было бы пройти мимо этого не до конца родившегося дома, как мимо археологического раритета, подивившись странностям его строительной судьбы. Но этот осколок стоит многих соседних дворцов. «Фасад о трёх колоннах» — блестящая демонстрация совершенно определённой архитектурной идеи, определённого строя архитектурного мышления… На этом узком, как бы отрезанном куске архитектурной ткани мастер успел до конца выразить себя, и среди школьных образчиков Палладиевой архитектуры это здание занимает одно из обязательных мест. Здесь налицо все внешние признаки манеры Палладио, его излюбленные и столь убедительно им обоснованные приёмы… В итоге этот фрагмент, этот осколок фасада несёт на себе и в себе столько архитектурной пластики, что поневоле воспринимается как законченная композиция